# Bulbophyllum dawongense
Bulbophyllum dawongense là một loài phong lan thuộc chi Bulbophyllum.